# Catherine Keener
Catherine Ann Keener (Miami, 23 marzo 1959) è un'attrice statunitense.
Ha ricevuto due candidature ai Premi Oscar come miglior attrice non protagonista per Essere John Malkovich (1999) e Truman Capote - A sangue freddo (2005).

## Biografia
Terza dei cinque figli di Evelyn e Jim Keener è nata e cresciuta in Florida. Ha origini irlandesi da parte del padre e libanesi da parte della madre, anche la sorella minore Elizabeth è attrice. 
A 27 anni partecipa al film The Education of Allison Tate (inedito in Italia), ed inizia una lunga gavetta che la porta ad ottenere piccoli ruoli nei film A proposito della notte scorsa..., Ore contate e Nei panni di una bionda.
Continua a farsi le ossa nel cinema indipendente americano collaborando con il regista Tom DiCillo diventando la sua attrice feticcio, recitando nei suoi film Johnny Suede, Si gira a Manhattan, Box of Moonlight e Bionda naturale, e in Parlando e sparlando di Nicole Holofcener, per il quale ottiene una candidatura agli Independent Spirit Awards come miglior attrice protagonista. Verso la fine degli anni novanta inizia ad ottenere ruoli in film importanti come Out of Sight, al fianco di George Clooney e Jennifer Lopez, e nel film di Joel Schumacher 8mm - Delitto a luci rosse ma non disdegna ruoli in film indipendenti come Amici & vicini.
Nel 2000 ottiene la prima candidatura all'Oscar come miglior attrice non protagonista per il film Essere John Malkovich, dopo la nomination si divide tra teatro e cinema recitando in film come Full Frontal e S1m0ne. Nel 2002 si distingue nella commedia Eliminate Smoochy, al fianco di Edward Norton, Robin Williams e Danny DeVito, che ne è anche il regista. Il film si ambienta prevalentemente dietro le quinte di un popolare show per bambini con protagonista un pupazzo. Catherine ha, così, modo di sperimentare un ruolo artistico che le si addice molto, quello della scaltra produttrice televisiva.
Infatti, nel 2008 avrà la parte di un'impresaria cinematografica alquanto cinica nella commedia Disastro a Hollywood di Barry Levinson, con Robert De Niro e Bruce Willis. Nel 2005 recita al fianco di Sean Penn e Nicole Kidman nel film di Sydney Pollack The Interpreter, nello stesso anno lavora nella commedia brillante 40 anni vergine. Nel 2006 ottiene la sua seconda candidatura all'Oscar come miglior attrice non protagonista per la sua interpretazione della scrittrice Harper Lee in Truman Capote - A sangue freddo, vincendo anche vari premi nazionali.
Nel 2007 interpreta la hippy Jan Burres nel film Into the Wild - Nelle terre selvagge, guadagnandosi una candidatura allo Screen Actors Guild Awards 2007. Catherine Keener è particolarmente legata ai lavori di Charlie Kaufman e Spike Jonze: recitò in Essere John Malkovich e fece un cameo riproponendo il ruolo di se stessa mentre girava lo stesso Essere John Malkovich nel film Il ladro di orchidee, entrambi diretti da Jonze e sceneggiati da Kaufman. Oltre a prendere parte a Synecdoche, New York di Kaufman, recita anche in Nel paese delle creature selvagge diretta da Jonze.

## Vita privata
Nel 1990 sposa l'attore Dermot Mulroney. Nel 1999 la coppia ha un figlio di nome Clyde. Keener e il marito divorziano nel 2007.

## Filmografia

### Attrice

#### Cinema
- A proposito della notte scorsa... (About Last Night...), regia di Edward Zwick (1986)
- Ore contate (Catchfire), regia di Dennis Hopper (1989)
- Nei panni di una bionda (Switch), regia di Blake Edwards (1991)
- Johnny Suede, regia di Tom DiCillo (1991)
- La pistola nella borsetta (The Gun in Betty Lou's Handbag), regia di Allan Moyle (1992)
- Il club delle vedove (The Cemetery Club), regia di Bill Duke (1993)
- Si gira a Manhattan (Living in Oblivion), regia di Tom DiCillo (1995)
- Parlando e sparlando (Walking and Talking), regia di Nicole Holofcener (1996)
- Boys, regia di Stacy Cochran (1996)
- Box of Moonlight, regia di Tom DiCillo (1996)
- Bionda naturale (The Real Blonde), regia di Tom DiCillo (1997)
- Out of Sight, regia di Steven Soderbergh (1998)
- Amici & vicini (Your Friends & Neighbors), regia di Neil LaBute (1998)
- 8mm - Delitto a luci rosse (8mm), regia di Joel Schumacher (1998)
- Essere John Malkovich (Being John Malkovich), regia di Spike Jonze (1999)
- Inganni pericolosi (Simpatico), regia di Matthew Warchus (1999)
- Lovely & Amazing, regia di Nicole Holofcener (2001)
- Eliminate Smoochy (Death to Smoochy), regia di Danny DeVito (2002)
- Full Frontal, regia di Steven Soderbergh (2002)
- S1m0ne, regia di Andrew Niccol (2002)
- Il ladro di orchidee (Adaptation), regia di Spike Jonze (2002) - cameo
- La storia di Jack & Rose (The Ballad of Jack and Rose), regia di Rebecca Miller (2005)
- The Interpreter, regia di Sydney Pollack (2005)
- 40 anni vergine (The 40 Year Old Virgin), regia di Judd Apatow (2005)
- Truman Capote - A sangue freddo (Capote), regia di Bennett Miller (2005)
- Friends with Money, regia di Nicole Holofcener (2006)
- An American Crime, regia di Tommy O'Haver (2007)
- Into the Wild - Nelle terre selvagge (Into the Wild), regia di Sean Penn (2007)
- Disastro a Hollywood (What Just Happened?), regia di Barry Levinson (2008)
- Hamlet 2, regia di Andrew Fleming (2008)
- Synecdoche, New York, regia di Charlie Kaufman (2008)
- Genova - Un luogo per ricominciare, regia di Michael Winterbottom (2008)
- Il solista (The Soloist), regia di Joe Wright (2009)
- Nel paese delle creature selvagge (Where the Wild Things Are), regia di Spike Jonze (2009)
- Please Give, regia di Nicole Holofcener (2010)
- Cyrus, regia di Jay Duplass e Mark Duplass (2010)
- Percy Jackson e gli dei dell'Olimpo - Il ladro di fulmini (Percy Jackson & the Olympians: The Lightning Thief), regia di Chris Columbus (2010)
- Trust, regia di David Schwimmer (2010)
- Peace, Love & Misunderstanding, regia di Bruce Beresford (2011)
- Scusa, mi piace tuo padre (The Oranges), regia di Julian Farino (2012)
- Una fragile armonia (A Late Quartet), regia di Yaron Zilberman (2012)
- Maladies, regia di Carter (2012)
- Tutto può cambiare (Begin Again), regia di John Carney (2013)
- Non dico altro (Enough Said), regia di Nicole Holofcener (2013)
- Captain Phillips - Attacco in mare aperto (Captain Phillips), regia di Paul Greengrass (2013)
- Jackass presenta: Nonno cattivo (Jackass Presents: Bad Grandpa), regia di Jeff Tremaine (2013)
- Elephant Song, regia di Charles Binamé (2014)
- Accidental Love, regia di Stephen Greene (2015)
- Scappa - Get Out (Get Out), regia di Jordan Peele (2017)
- November Criminals, regia di Sacha Gervasi (2017)
- Soldado (Sicario: Day of the Soldado), regia di Stefano Sollima (2018)
- The Adam Project, regia di Shawn Levy (2022)
- Joker: Folie à Deux, regia di Todd Phillips (2024)

#### Televisione
- Seinfeld – serie TV, episodio 3x21 (1992)
- Tre vite allo specchio (If These Walls Could Talk), regia di Nancy Savoca e Cher – film TV (1996)
- Show Me a Hero – miniserie TV, 6 episodi (2015)
- Kidding - Il fantastico mondo di Mr. Pickles (Kidding) – serie TV, 10 episodi (2018)
- Forever - serie TV (2018-in corso)
- Modern Love - serie TV, episodio 1x02 (2019)

### Doppiatrice
- I Croods (The Croods), regia di Kirk DeMicco e Chris Sanders (2013)
- Gli Incredibili 2 (Incredibles 2), regia di Brad Bird (2018)
- I Croods 2 - Una nuova era (The Croods: A New Age), regia di Joel Crawford (2020)

## Riconoscimenti
- Premio Oscar
  - 2000 – Candidatura Miglior attrice non protagonista per Essere John Malkovich
  - 2006 – Candidatura Miglior attrice non protagonista per Truman Capote - A sangue freddo
- Golden Globe
  - 2000 – Candidatura Migliore attrice non protagonista per Essere John Malkovich
  - 2009 – Candidatura Miglior attrice in una mini-serie o film per la televisione per An American Crime
- Premio BAFTA
  - 2006 – Candidatura Miglior attrice non protagonista per Truman Capote - A sangue freddo
- Premio Emmy
  - 2008 – Candidatura Miglior attrice protagonista in una miniserie o film TV per An American Crime
- Satellite Award
  - 2000 – Miglior attrice non protagonista per Essere John Malkovich
  - 2003 – Candidatura Miglior attrice in un film commedia o musicale per Lovely & Amazing
  - 2010 – Candidatura Miglior attrice in un film commedia o musicale per Please Give
- Screen Actors Guild Award
  - 2000 – Candidatura Miglior attrice non protagonista per Essere John Malkovich
  - 2006 – Candidatura Miglior attrice non protagonista per Truman Capote - A sangue freddo
  - 2008 – Candidatura Miglior attrice non protagonista per Into the Wild - Nelle terre selvagge

## Doppiatrici italiane
Nelle edizioni in italiano delle opere in cui ha recitato, Catherine Keener è stata doppiata da:
- Laura Boccanera in Si gira a Manhattan, Truman Capote - A sangue freddo, Cyrus, Percy Jackson e gli dei dell'Olimpo - Il ladro di fulmini, Trust, Una fragile armonia, Show Me a Hero, Scappa - Get Out, November Criminals, Modern Love
- Roberta Pellini in Into the Wild - Nelle terre selvagge, Synecdoche, New York, Peace, Love, & Misunderstanding, Capitan Phillips - Attacco in mare aperto, Unless - A meno che..., The Adam Project
- Cristiana Lionello in S1m0ne, The Interpreter, Disastro a Hollywood, Il solista
- Roberta Paladini in Inganni pericolosi, Full Frontal, Scusa, mi piace tuo padre
- Alessandra Cassioli in 40 anni vergine, Nel paese delle creature selvagge, Non dico altro
- Barbara Castracane in Bionda naturale, Accidental Love
- Franca D'Amato in Essere John Malkovich, Friends with Money
- Claudia Catani in Johnny Suede
- Mavi Felli in Il club delle vedove
- Antonella Rendina in Boys
- Manuela Cenciarelli in Box of Moonlight
- Cristina Boraschi in Out of Sight
- Claudia Razzi in Amici & vicini
- Isabella Pasanisi in 8mm - Delitto a luci rosse
- Rosalba Caramoni in Eliminate Smoochy
- Ida Sansone in Please Give
- Monica Pariante in Genova - Un luogo per ricominciare
- Roberta Greganti in Maladies
- Antonella Baldini in Tutto può cambiare
- Laura Romano in Soldado
- Loredana Nicosia in Kidding - Il fantastico mondo di Mr. Pickles
- Emanuela Rossi in Joker: Folie à Deux

Da doppiatrice è sostituita da:
- Laura Boccanera ne I Croods, I Croods 2 - Una nuova era
- Ambra Angiolini in Gli Incredibli 2